# Chirbat al-Dżibab
Chirbat al-Dżibab (arab. خربة الجباب) – wieś w Syrii, w muhafazie Hims. W 2004 roku liczyła 841 mieszkańców.